# Vespa crabro
A vespa-europeia (Vespa crabro) é uma espécie de insetos himenópteros, mais especificamente de vespas verdadeiras pertencentes à família Vespidae. É a maior vespa eusocial nativa da Europa e também o único vespão (gênero Vespa) encontrado na América do Norte, tendo sido introduzido por colonizadores europeus em 1800. A autoridade científica da espécie é Linnaeus, tendo sido descrita no ano de 1758.
Trata-se de uma espécie autóctone do território português, ou seja, pertencente à fauna de Portugal. Consequentemente evoluiu nesse território, onde pertence, desempenhando um papel importantíssimo no controlo de outras espécies.
Esta espécie pica em resposta a ser pisada ou agarrada, mas geralmente evita conflitos. Também é defensiva de seu ninho e pode ser agressiva perto de fontes de alimento. Os membros da espécie são predadores, assim como a Vespa velutina, caçando grandes insetos, como abelhas, besouros, mariposas, libélulas, louva-a-deus e até mesmo outras vespas.

## Taxonomia
Vespa crabro é uma vespa verdadeira ou vespão (gênero Vespa), um grupo caracterizado por espécies eusociais. O gênero pertence à subfamília Vespinae, cujos membros são conhecidos por mastigar a comida para alimentar seus filhotes, bem como por mastigar materiais semelhantes a papel para construir seus ninhos. De acordo com um estudo filogenético recente, seu parente mais próximo é Vespa dybowskii.
As antigas subespécies de V. crabro são agora consideradas formas geográficas que apresentam diferentes cores. Embora haja um histórico de reconhecimento de subespécies dentro de muitos vespas de Vespa, a revisão taxonômica mais recente do gênero trata todos os nomes subespecíficos no gênero Vespa como sinônimos, efetivamente relegando-os a não mais do que nomes informais para formas de cores regionais.

## Descrição
Os olhos de V. crabro são profundamente recortados e em forma de "C". Suas asas são laranja-avermelhadas, enquanto o abdômen peciolado é listrado de marrom e amarelo. Possui pelos no tórax e abdômen, embora a vespa europeia não seja tão peluda quanto a maioria das abelhas. Devido a esta coloração e padrão de abdômen, V. crabro é frequentemente confundido com a vespa-mandarina. 
As operárias têm em média cerca de 25 mm de comprimento, enquanto as rainhas maiores podem atingir até 35 mm. Isso é significativamente maior do que a maioria das vespas comuns (como Vespula vulgaris), mas menor que as vespas-mandarinas. As fêmeas são geralmente maiores do que os machos em tamanho e massa. No entanto, os abdomens masculinos têm sete segmentos, enquanto os abdomens femininos têm seis. Apenas as fêmeas possuem um ovipositor (modificado para formar um ferrão); os machos não podem picar. As antenas dos machos são ligeiramente mais longas, com 13 segmentos em comparação com 12 segmentos das fêmeas.

## Ninhos
Os indivíduos normalmente vivem em ninhos feitos de papel, que consistem em um pedículo (um favo de papel na parte interna), um envelope e um único orifício de entrada na parte externa. Materiais como galhos e outros recursos vegetais disponíveis são quebrados, mastigados e moldados em um ninho pelas operárias. Essas peças não têm formato uniforme, mas são coladas muito juntas. Seus ninhos têm em média 30x60 cm e são geralmente construídos em árvores ocas ou chaminés, raramente ao ar livre.
O ninho é composto de uma mistura de polpa de papel criada por operárias que mastigam cascas, árvores ou plantas mortas das redondezas e misturando-as com sua saliva. Para construir o favo real, a saliva é usada como um cimento para juntar os materiais orgânicos e inorgânicos que estão prontamente disponíveis para a colônia. Este cimento não só mantém o favo unido, mas também protege o favo de ser danificado pela água. Ele fornece uma barreira protetora para ajudar a proteger a colônia do vento ou de outras condições climáticas adversas. Os recursos disponíveis, a localização e a quantidade de mastigação afetam a aparência final do ninho, portanto, muitas variações são vistas entre os ninhos de V. crabro.

## Ciclo de vida

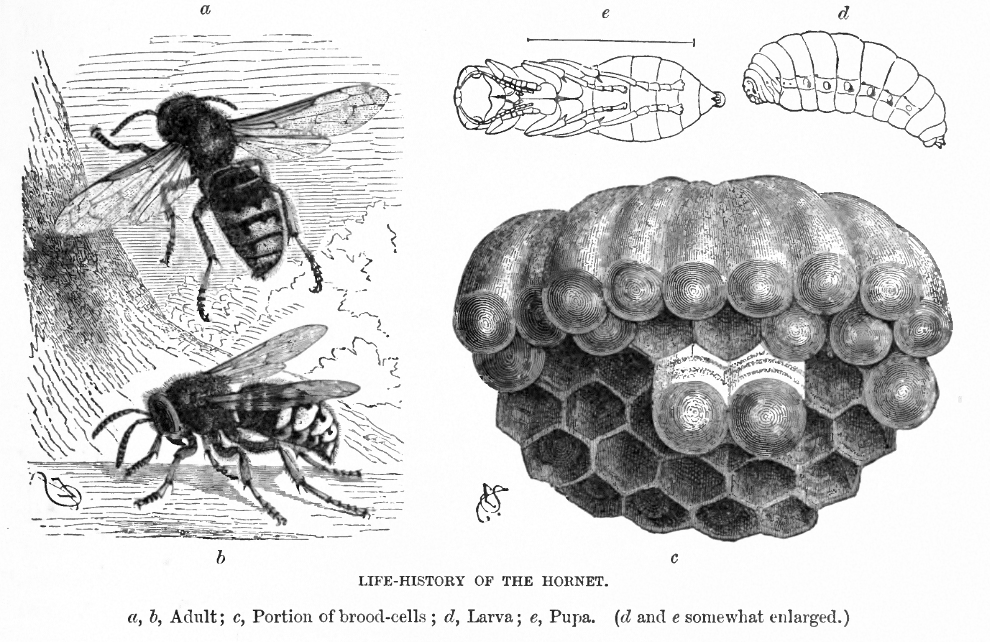
Ciclo de vida de V. crabro

V. crabro prefere construir ninhos em locais escuros, geralmente troncos ocos de árvores. Depois de escolhido o local, a rainha põe os ovos nos favos dentro do ninho. As operárias descartam todos os ovos que não são postos pela rainha; esse comportamento é chamado de policiamento de operárias. Com base em dados de laboratório, a taxa média de postura de ovos é de 2,31 ovos por dia. No entanto, neste mesmo ninho, a taxa de construção de células foi de apenas 1,63 células por dia.
As colônias mudam sazonalmente as estratégias de obtenção de alimento para as larvas e adultos. Em abril, quando a rainha normalmente põe seus ovos, as operárias saem ativamente e se alimentam. Mais tarde, normalmente por volta do outono, as operárias forrageiras passam a catar. Em vez de se esforçarem para pegar fontes de alimento, os trabalhadores procuram pegar o que está mais facilmente disponível. Por exemplo, vespas europeias foram vistas pairando ao redor de latas de lixo e áreas de piquenique no outono.

## Policiamento de operárias
Pouquíssimas operárias põem ovos saudáveis em colônias de V. crabro. Enquanto apenas as rainhas acasalam e produzem ovos femininos fertilizados, as operárias são capazes de pôr ovos masculinos haploides. Em geral, as operárias estão mais intimamente relacionadas com a prole masculina de outras operárias do que com a prole masculina da rainha. As operárias teriam benefícios reprodutivos por botar ovos machos, mas não o fazem. Pensava-se originalmente que isso seria causado por feromônios de controle da rainha. No entanto, novas evidências mostram que esse não é o caso. As operárias impõem a esterilidade mas às outras em uma estratégia conhecida como policiamento de operárias. As operárias destroem fisicamente os ovos postos pelos trabalhadores ou discriminam aqueles que tentam botar ovos. Garantir que apenas a rainha se reproduza provavelmente beneficiará a organização e a produtividade da colônia como um todo, reduzindo os conflitos.

## Comportamento de alerta
As espécies de himenópteros sociais normalmente se comunicam por meio de comportamentos ou feromônios. Em V. crabro, uma dança típica de alerta é executada fora do ninho, consistindo em zumbidos consistentes, arremessos para dentro e para fora do ninho e atacar ou se aproximar do alvo do feromônio. O feromônio de alarme é armazenado e segregado por bolsas de veneno internas. 2-Metil-3-buteno-2-ol é o principal componente de feromônio que causa esse comportamento defensivo em V. crabro. Outros pentenóis e pentanóis estão contidos nesses sacos venenosos, mas seu objetivo principal provavelmente não é alertar outras vespas sobre o perigo, porque esses produtos químicos não induzem comportamento de alerta.

## Cleptoparasitismo
Vespas europeias já foram observadas roubando presas de aranhas, o que pode ser classificado como um exemplo de cleptoparasitismo. Esse comportamento foi documentado pela primera vez em 2011 envolvendo uma aranha da espécie Argiope aurantia. Uma vespa europeia voou até a teia da aranha e aparentava estar presa. A vespa libertou o inseto capturado (possivelmente uma vespa eumemina), enrolada em seda, da teia de aranha. A aranha não atacou nem interferiu enquanto V. crabro roubava sua presa.
V. crabro  também foi observado atacando ninhos de Polistes nimpha.

## Galeria

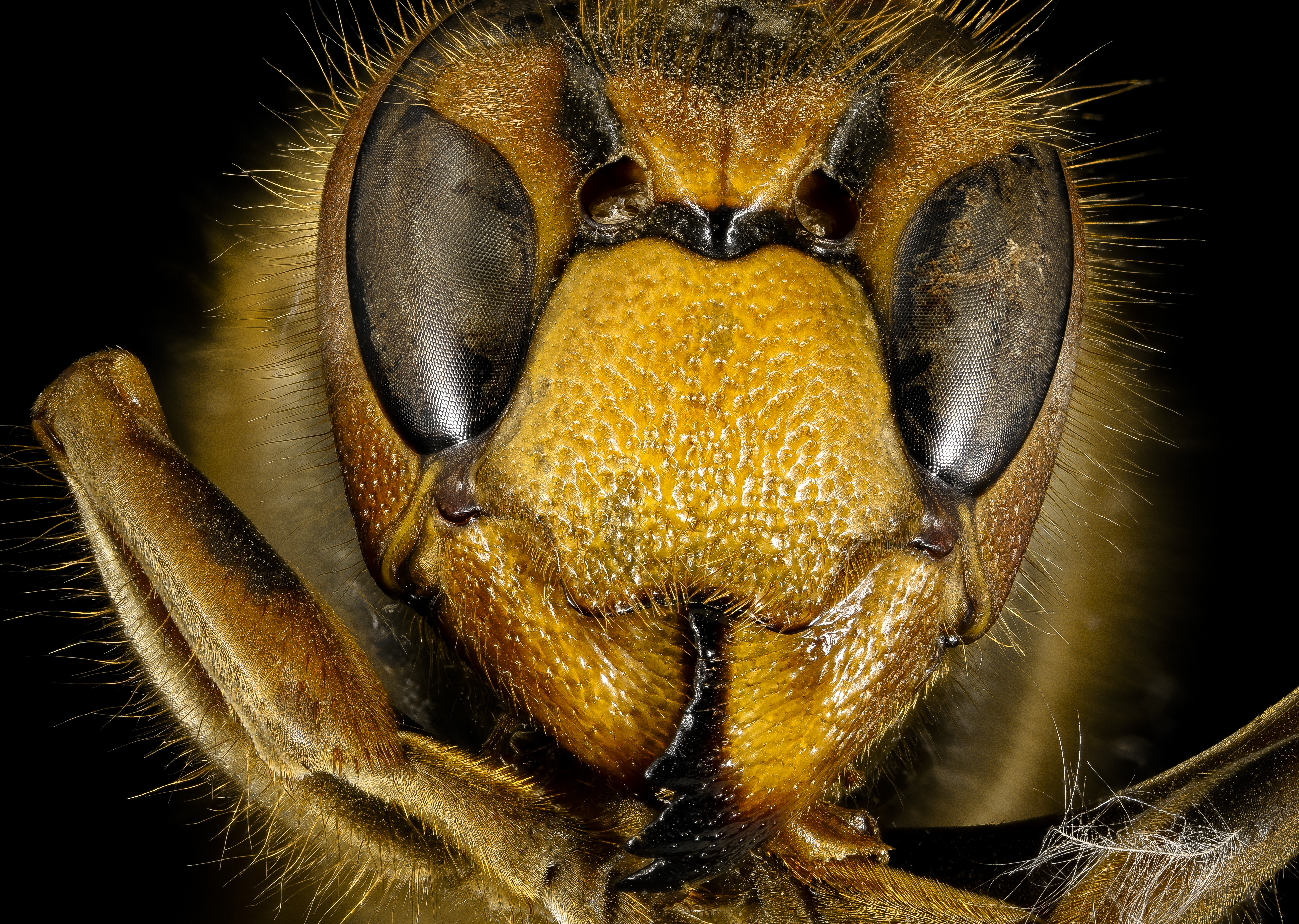
Rosto de Vespa crabro
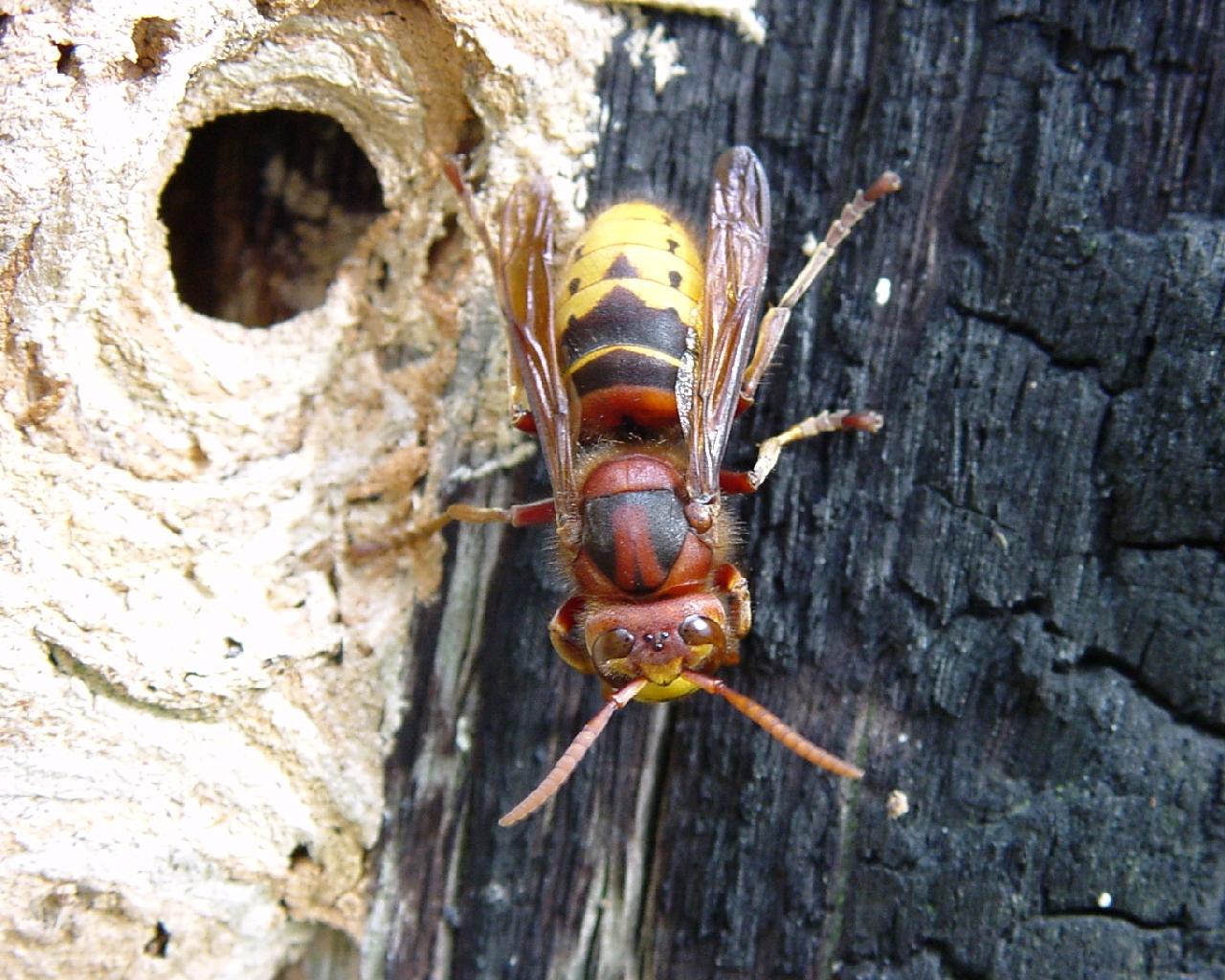
Visão dorsal de V. crabro fêmea
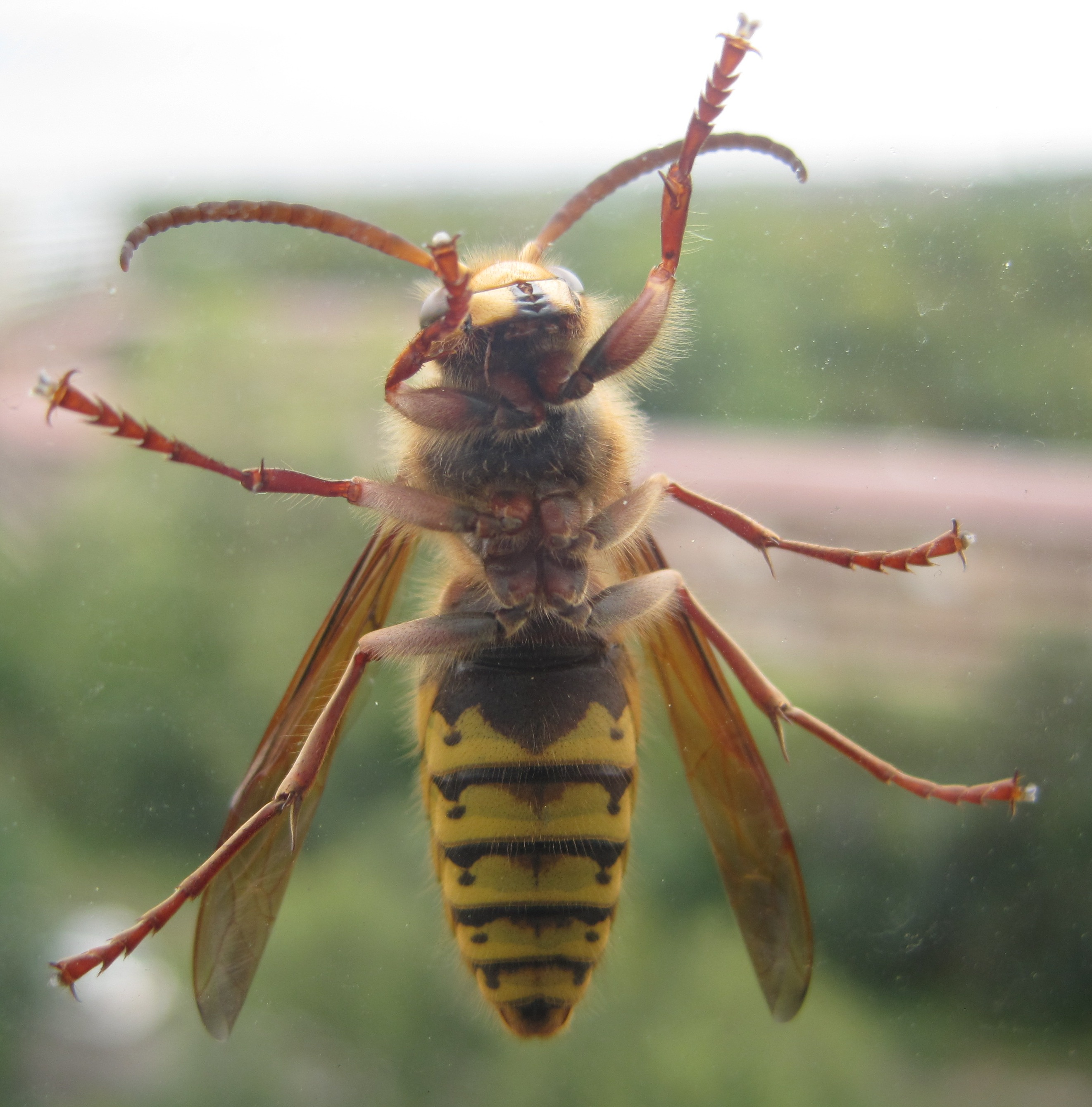
Visão ventral de V. crabro macho
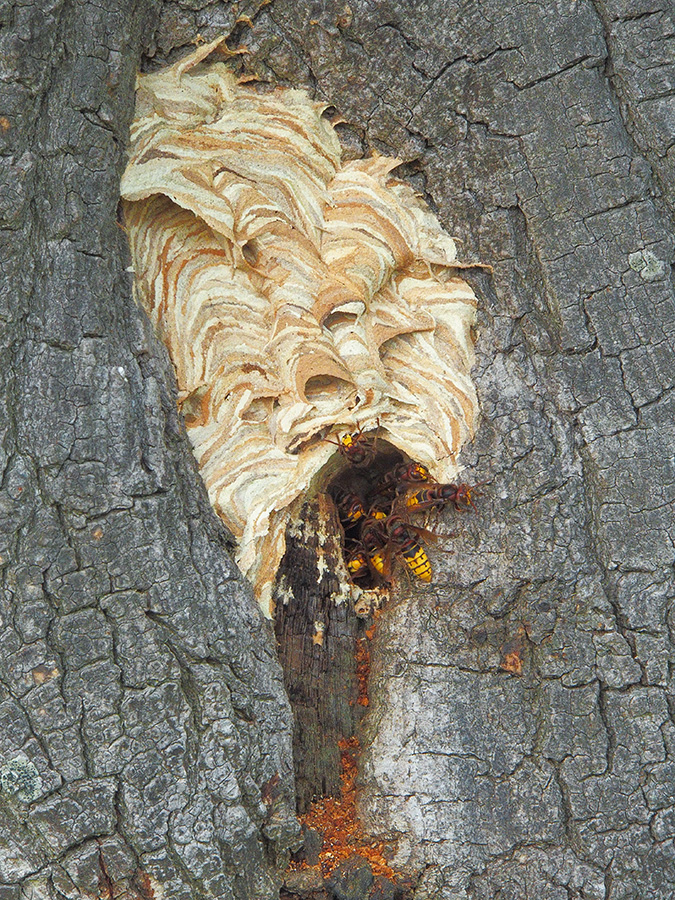
Ninho de vespões em árvore oca
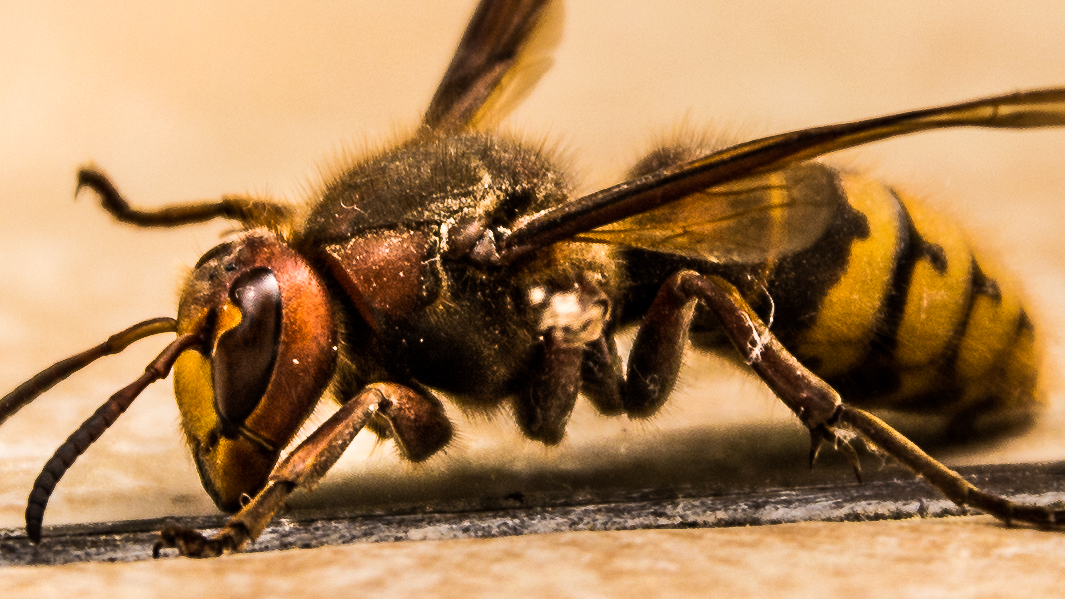
Vespa europeia